# (73121) 2002 GN56
(73121) 2002 GN56 – planetoida z pasa głównego asteroid okrążająca Słońce w ciągu 3,86 lat w średniej odległości 2,46 j.a. Odkryta 5 kwietnia 2002 roku.